# Адріатичні венети

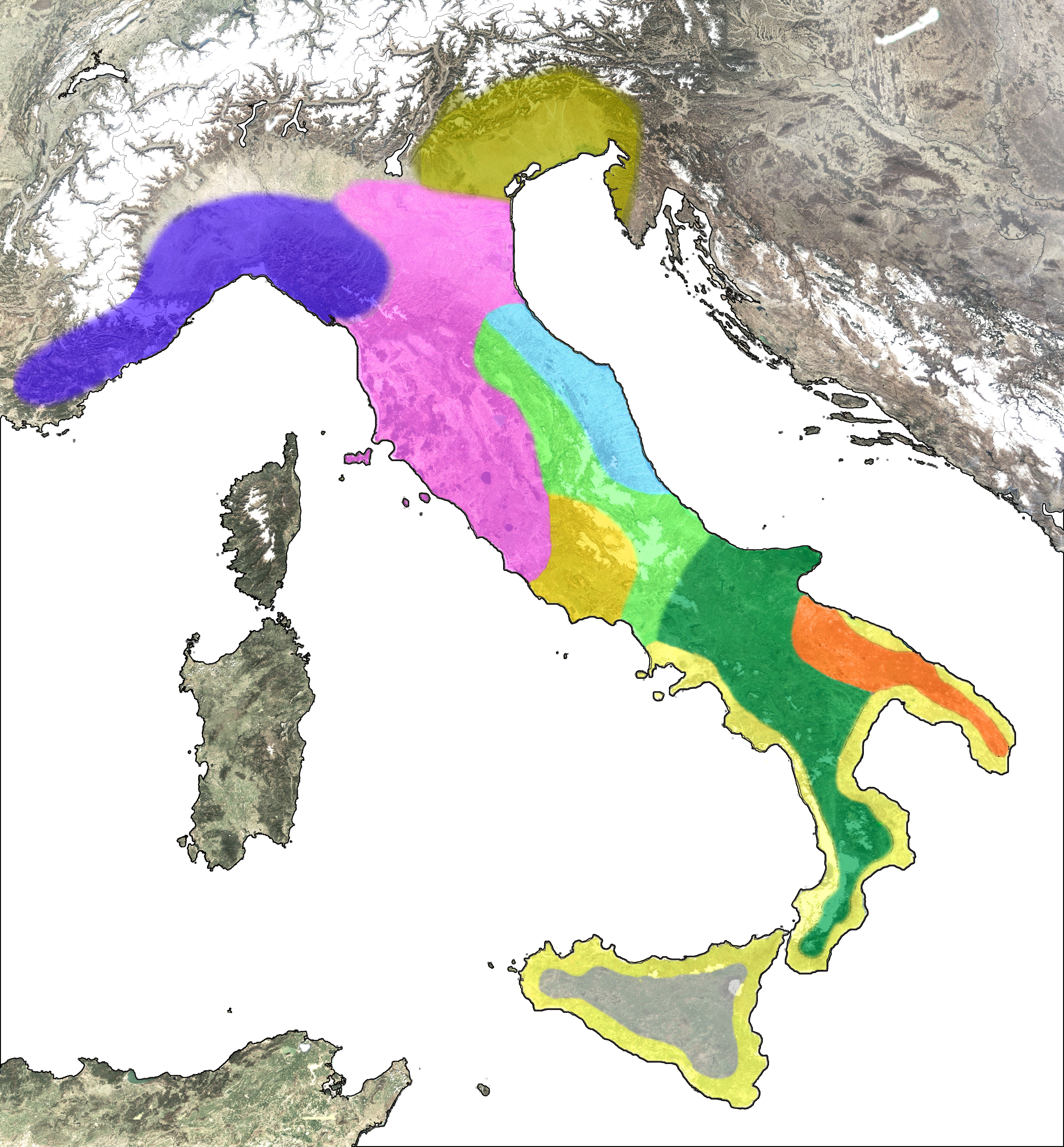
Групи в рамках Апеннінського півострова в Залізну добу.
Лігури
Венети
Етруски
Піцени
Умбри
Латини
Оскі
Мессапи
Греки

Вене́ти (лат. Veneti, також Heneti; грец. ’Εἐνετοί) — венети Адріатики, група індоєвропейських племен, що населяли північно-східну Італію, територія яких відповідає сучасній області Венето
Давні венети розмовляли венетською мовою (вимерла гілка італьської групи індоєвропейської родини), про що свідчить приблизно 300 коротких написів, датованих VI—I ст. до нашої ери.
В Італії адріатичних венетів також називають «палеовенетами» (італ. Paleoveneti), щоб відрізнити їх від сучасних жителів регіону Венето.

### Дослідження
- Лукьянов А. Италия и ранний Рим [Архівовано 22 грудня 2021 у Wayback Machine.]. 2014.
- Chieco Bianchi, Anna Maria [et al.] (1988). Italia: omnium terrarum alumna: la civiltà dei Veneti, Reti, Liguri, Celti, Piceni, Umbri, Latini, Campani e Iapigi. Milano: Scheiwiller.
- Lejeune, Michel (1974). Manuel de la langue vénète. Heidelberg: Indogermanische Bibliothek, Lehr- und Handbücher.
- Pellegrini, Giovanni Battista (1967). La lingua venetica / G.B. Pellegrini, A.L. Prosdocimi. Padova: Istituto di glottologia dell'Università di Padova.
- Prosdocimi, Aldo (2002). Trasmissioni alfabetiche e insegnamento della scrittura, in AKEO. I tempi della scrittura. Veneti antichi: alfabeti e documenti, Catalogo della Mostra (Montebelluna, dicembre 2001-maggio 2002). Montebelluna, pp. 25-38.
- Prosdocimi, Aldo (2002). Veneti, Eneti, Euganei, Ateste: i nomi, in AA.VV., Este preromana: una città e i suoi santuari. Treviso: Canova, pp. 45-76.
- Wallace, Rex (2004). Venetic in Roger D. Woodard (ed.), The Cambridge Encyclopedia of the World's Ancient Languages, University of Cambridge, pp. 840—856. ISBN 0-521-56256-2